# Малая Кувшинка
Ма́лая Кувши́нка — река в Новоюжном районе города Чебоксары, приток реки Кукшум. Её длина около 6 км.
Малая Кувшинка протекает между промзоной и частным сектором, частично заключена в коллектор (в связи с застройкой прибрежной территории многоквартирными домами). Ширина русла до 5—6 м, глубина от 0,5—1,0 м до 1,5 м, в меженные периоды до 0,3—0,5 м, скорости течения 1,2—1,8 м/сек. Водный режим характеризуется весенним половодьем продолжительностью 15—20 дней, летне-осенней меженью, прерываемой дождевыми паводками, и низкой зимней меженью.

## Экология
Значительная часть ливневых стоков Чебоксар (в 2007 году объём ливневых стоков через систему Чебоксарской городской ливневой канализации составил около 1,5 млн.м³) — 44,4 % общего стока — сбрасывается в реки Малая Кувшинка и Кукшум.
Воды реки относятся к грязным (УКИЗВ = 5 и 6).

## Название
Прежние названия: Кувшинка (1793), Малый Кувшин (1859).

## Прочее
На правом берегу Малой Кувшинки, в районе улиц Хеве́шской и Ленинского Комсомола в Ленинском районе Чебоксар — каптированный источник, называемый «Родник „Хевешский“» (прежнее название — Фоми́н ключ), дебит родника составляет 0,84 л/с. Родник благоустроен и освящён в 2014 году.